# Сорвина, Марианна Юрьевна
Мариа́нна Ю́рьевна Со́рвина (18 ноября 1962, Москва, СССР) — российский писатель, журналист и педагог.

## Биография
В 1990 году окончила Литературный институт им. А. М. Горького при Союзе писателей СССР (отделение драмы, семинар В. С. Розова и И. Л. Вишневской). С 1992 года преподаватель Российского государственного гуманитарного университета. В 1990-е годы написала монографию «Два Георге — символ нации: судьба Генриха Георге в Третьем Рейхе и Гёца Георге в послевоенной Германии». С 1999 года — ведущий специалист по учебной работе Центра Довузовского Образования РГГУ. В 2010 году защитила диссертацию на тему «Цирк в отечественном игровом кино (1910—1989): влияние выразительных средств цирка на кинематограф» (по специальности «Театроведение»). Кандидат искусствоведения. В РГГУ в разные годы читала специальные курсы «История мировой литературы», «Литературная стилистика», «Журналистика» «История театра и кино», «Социальная психология и символика массовых зрелищ», «Мастерство актера». В настоящее время ведет «Историю отечественной литературы» и руководит театральной студией в Предуниверсарии РГГУ. С 2013 года является постоянным автором научно-популярного журнала «Знание — сила».
Замужем за писателем А. В. Волковым.

## Творчество
Сферой исследовательских и художественных интересов Сорвиной являются политическая история Центральной Европы XX и XXI века (в частности, Первая мировая война, история Южного и Северного Тироля); история криминалистики; зрелищные искусства (театр, кинематограф, цирк); русская литература XIX и XX века.
Автор книг об истории, криминалистике и искусстве, а также — сборников художественной прозы. Занимается исследованием жизни и творчества циркового артиста Бориса Амарантова. В книгах криминального жанра автор регулярно обращается к криминальным фактам, которые лежат в основе известных литературных произведений, в частности, Ф. М. Достоевского, А. Н. Островского, В. Г. Короленко, И. А. Бунина, А. Конана Дойля, а также к истории развития различных методов криминалистики, приборов и технологий, используемых при расследовании преступлений. В книгах, посвященных политической истории, Сорвина рассматривает причины притеснения национальных меньшинств, анализирует предпосылки и последовательность развития конфликтов, а также методы предотвращения межэтнических конфликтов внутри государства. В частности, отличительной чертой южнотирольского национально-освободительного движения, подчеркивает автор, стала ненасильственность. Акции задумывались и проводились так, чтобы в результате их никто не пострадал.

## Сочинения

### Диссертация
- Сорвина М. Ю. Цирк в отечественном игровом кино (1910—1989): влияние выразительных средств цирка на кинематограф: диссертация на соискание ученой степени кандидата искусствоведения (17.00.01). — М.: 2010. — 218 с.

### Книги
- Бельская Г. П., Сорвина М. Ю. и др. Неизвестная война. Правда о первой мировой. Ч. I. — М.: Знание — сила, Вест-Консалтинг, 2014. — 324 с. — (Библиотечка «Знание — сила»). — ISBN 978-5-91865-305-0.
- Бельская Г. П., Сорвина М. Ю. и др. Неизвестная война. Правда о первой мировой. Ч. II. — М.: Знание — сила, Вест-Консалтинг, 2016. — 324 с. — (Библиотечка «Знание — сила»). — ISBN 978-5-91865-413-2.
- Сорвина М. Ю. Сепаратисты Европы и Азии: от басков до курдов. — М.: Вече, 2016. — 288 с. — (Хроники современности). — ISBN 978-5-4444-4504-4.
- Сорвина М. Ю. Сто великих криминальных драм XX века. — М.: Вече, 2016. — 416 с. — (100 великих). — ISBN 978-5-4444-4933-2.
- Сорвина М. Ю. Сто великих мистификаций. — М.: Вече, 2017. — 416 с. — (100 великих). — ISBN 978-5-4444-5352-0.
- Сорвина М. Ю. Сто великих штурмов и осад. — М.: Вече, 2017. — 448 с. — (100 великих). — ISBN 978-5-4444-5414-5.
- Сорвина М. Ю. Возвращение в феврале (главы из романа о Борисе Амарантове) // «Словесность». — М.: 2017. — (Библиотека газеты «МОЛ»). — ISBN 978-5-9909224-4-0.
- Сорвина М. Ю. Сто великих загадок психологии. — М.: Вече, 2018. — 416 с. — (100 великих). — ISBN 978-5-4484-0415-3.
- Сорвина М. Ю. Цирк: Детская энциклопедия/От гладиаторских боев до цирка Дю Солей. — М.: Аванта+, 2018. — 96 с. — (Хочу всё знать). —ISBN 978-5-17-099123-5.
- Сорвина М. Ю. Последние герои негероического времени: голоса подполья из Центральной Европы. — М.: Ноократия, 2018. — 202 с. — ISBN 978-5-89769-787-8.
- Сорвина М. Ю. Сто великих тайн дипломатии. — М.: Вече, 2019. — 432 с. — (100 великих). — ISBN 978-5-4484-0601-0.
- Сорвина М. Ю. Сто великих загадок криминалистики. — М.: Вече, 2020. — 416 с. — (100 великих). — ISBN 978-5-4484-1704-7.
- Сорвина М. Ю. Сто великих криминальных драм XIX века. — М.: Вече, 2021. — 528 с. — (100 великих). — ISBN 978-5-4484-2891-3.
- Сорвина М. Ю. Тень бобра: рассказы. — М.: 2023. — 316 с. — ISBN 978-5-89769-879-0